# Brestica
Brestica je naseljeno mjesto u općini Neum, Federacija BiH, BiH.

## Povijest
Selo se spominje u „Poimeničnome popisu sandžaka vilajeta Hercegovine” 1475. – 1477. te u izvještaju splitskoga dominikanca Danijela iz 1589. pod nazivom Bristiza.

## Stanovništvo

### 1991.
Nacionalni sastav stanovništva 1991. godine, bio je sljedeći:
ukupno: 48
- Hrvati - 46
- ostali, neopredijeljeni i nepoznato - 2

### 2013.
Nacionalni sastav stanovništva 2013. godine, bio je sljedeći:
ukupno: 8
- Hrvati - 8

## Znamenitosti
- Stara kapelica na Đurđevoj glavici koju su prema natpisu na njoj izgradili Jozo i Stjepo, sinovi Stojana Raiča 1923. iseljenici koji su poslali novac iz Amerike. U ruševnom je stanju.[4]

### Članci
- Vidović, Domagoj. 2009. Gradačka toponimija. Folia onomastica Croatica. Zavod za lingvistička istraživanja HAZU. Zagreb.  (18): 171–221

## Vanjske poveznice
- Satelitska snimka  Arhivirana inačica izvorne stranice od 14. veljače 2021. (Wayback Machine)